# 鶴町憲
鶴町 憲（つるまち けん、1983年6月7日 - ）は、日本の俳優。茨城県出身。地球儀所属。以前はスターダス・21に所属していた。城西国際大学出身。
身長173cm。趣味は料理、酒。特技はドラム、歌。

## 出演作品

### テレビドラマ
- オー・マイ・ジャンプ! 〜少年ジャンプが地球を救う〜（2018年、テレビ東京）
- スモーキング 第11話（2018年6月29日、テレビ東京）
- 西郷どん 第36話（2018年9月23日、NHK）
- 日本ボロ宿紀行 第6話（2019年3月2日、テレビ東京） - 浩の父 役
- 越境捜査（2020年4月20日、テレビ東京） - 内村睦夫 役
- 警視庁・捜査一課長 第4話（2020年4月30日、テレビ朝日） - 遠藤良次 役
- 共演NG（2020年、テレビ東京）
- 相棒 season19 第3話「目利き」（2020年10月28日、テレビ朝日） - 吉井刑事 役
- 警視庁強行犯係・樋口顕 第1話（2021年1月15日、テレビ東京） - 赤嶺圭太 役
- 西村京太郎サスペンス「鉄道捜査官」（2021年8月2日、テレビ朝日）
- カナカナ 第9回（2022年5月30日、NHK総合）
- 今野敏サスペンス 機捜235×強行犯係 樋口顕 第2話（2023年2月3日、テレビ東京） - 事務所の従業員 役
- 最後の鑑定人 第1話（2025年7月9日、フジテレビ） - 捜査員 役[2]

### テレビ番組
- 日本神話バラエティ「かみばな」（2013年、BS11）
- 災害列島!!奇跡の救出 カメラが捉えた真実!!（2017年2月26日、テレビ朝日）
- ゴッドタン（テレビ東京）
  - 芝居ヤバイ芸人NO.1決定戦（2018年6月3日）
  - 芸能界ストイック暗記王19 前編（2018年9月16日）- 堤下敦（インパルス） 役
  - 銀シャリ橋本のテクニックを抜いてあげよう2（2022年10月16日） - プロデューサー 役
  - 小宮＆アンジェリカ セット売りチャレンジ（2023年1月22日） - 司会者 役
  - 激ヤバMC克服プログラム（2023年4月30日） - 司会者 役
- ネタパレ（2018年11月23日、フジテレビ） - 偽・堤下 役
- 永遠の歌姫 島倉千代子〜人を愛し、歌に生きた波瀾の人生〜（2019年3月10日、BS-TBS） - 遠藤実 役
- バナナサンド（2021年6月8日、TBS）

### 配信ドラマ
- ポルノグラファー 〜インディゴの気分〜（2018年）

### 映画
- 闇金ドックス7（2017年）
- 蜜蜂と遠雷（2019年）

### 舞台
- 劇団お座敷コブラ
  - 「A!MAZE」（2008年）
  - 「伍-five-」（2009年）
- D.K.HOLLYWOOD「12th Street Rag-12番街のラグ-」（2009年）
- 空想組曲
  - vol.5『遠ざかるネバーランド』（2010年）
  - vol.8『深海のカンパネルラ』 （2012年）
  - vol.9『組曲「回廊」』 （2012年）
  - vol.10『虚言の城の王子』 （2013年）
- InnocentSphere
  - 「獅子吼」（2011年）
  - 「ミライキ」（2014年）
  - 「刻印」（2015年）
  - 「悪党」（2016年）
- る・ひまわり「ドリームジャンボ宝ぶね〜けっしてお咎め下さいますな〜」（2013年）
- ロデオ★座★ヘヴン
  - 「幻書奇譚」（2014年）
  - 「大帝の葬送」（2017年）
  - 「幻書奇譚」（2018年）
  - 「日本演劇総理大臣賞」（2019年）
- 十七戦地「花と魚」（2014年）
- 艶∞ポリス「全然合わない」（2016年）
- BELGANAL（2016年）
  - 「裸火」
  - 「蛇を産む」
- Manhattan96 Revue「〜50とひとつの蝶結び〜」（2016年）
- 殿様ランチ
  - 迎春mの短編集2016 「軽い重箱」（2017年）
  - 「はりこみ」（2018年）
- キコ/qui-co.
  - qui-co 8th development「Lullaby」（2017年）
  - 「十二月の蜘蛛と火曜日のオルガン」（2018年）
- 鬼の居ぬ間に「逆柱 -追憶の呪い-」（2019年）
- ONEOR8「誕生の日」（2025年）[3]

### インターネットラジオ
- 伊藤裕一・鶴町憲の「しょうがねぇ!」（2008年 - 2009年）